# Johan Peter Normelli
Johan Peter Normelli, föddes 23 januari 1781 i Normlösa socken, Östergötlands län, död 29 augusti 1851 i Grebo socken, Östergötlands län, var en svensk präst i Grebo församling.

## Biografi
Johan Peter Normelli föddes i Gaflösa i Normlösa socken och var son till rusthållaren Johan Börjesson och Brita Christina Pehrsdotter. Normelli blev höstterminen 1801 student vid Uppsala universitet och höstterminen 1805 vid Greifswalds universitet där han blev fil.mag. 29 oktober 1806. Han prästvigdes 27 april 1807. Normelli blev 26 september 1810 komminister i Ekeby församling, Ekeby pastorat och tillträde 1813. Han tog pastoralexamen 29 november 1826 och blev 20 juni 1827 kyrkoherde i Grebo församling, Grebo pastorat, tillträde 1829. Han antog släktnamnet Normelli.

### Familj
Normelli gifte sig första gången 2 juni 1813 med Helena Margareta Kraft (1785–1817). Hon var dotter till kyrkoherden Johan Kraft och Brita Johanna Zerl i Rogslösa socken. De fick tillsammans sonen Bror Uno Polychron (1816–1875).
Normelli gifte sig andra gången 4 januari 1818 med Florentina Christina Berzelius (1781–1839), syster till Jöns Jacob Berzelius. De fick tillsammans barnen Jacob Alfred Theodor (1818–1893), Primula Eucharia Petronella (1820–1839) och Florentina Elisabeth Vilhelmina (1822–1842).
Normelli gifte sig tredje gången 18 december 1840 med Helena Sophia Petersen (1788–1854). Hon var dotter till bonden Peter Månsson och Maria Månsdotter på Björntorp i Grebo socken. Helena Sophia Petersen hade tidigare varit gift med bonden Olof Jonsson (1781–1839) på Önstorp i Grebo socken.